# Magne Furuholmen
Magne "Mags" Furuholmen (n. 1 noiembrie 1962, Oslo, Norvegia) este un muzician și artist vizual norvegian. Cunoscut și sub numele său de scenă Mags, el este claviaturistul trupei synth-pop A-ha și a co-scris hituri precum "Take On Me⁠(d)", "Stay on These Roads", "Manhattan Skyline", "Cry Wolf", "Forever Not Yours", "Analogue (All I Want)", "Minor Earth Major Sky", "Touchy!", "You Are the One", "Move To Memphis" și "Foot of the Mountain". A-ha a vândut peste 50 de milioane de albume în întreaga lume. A fost numit Cavaler Clasa I al Ordinului Sf. Olav⁠(d) de către regele Harald pentru serviciile sale aduse muzicii norvegiene și succesul său internațional.
1. ↑  EDVARD-prisen // TONOs Formidlerpris (în norvegiană bokmål), TONO, accesat în 5 ianuarie 2025